# Honerath

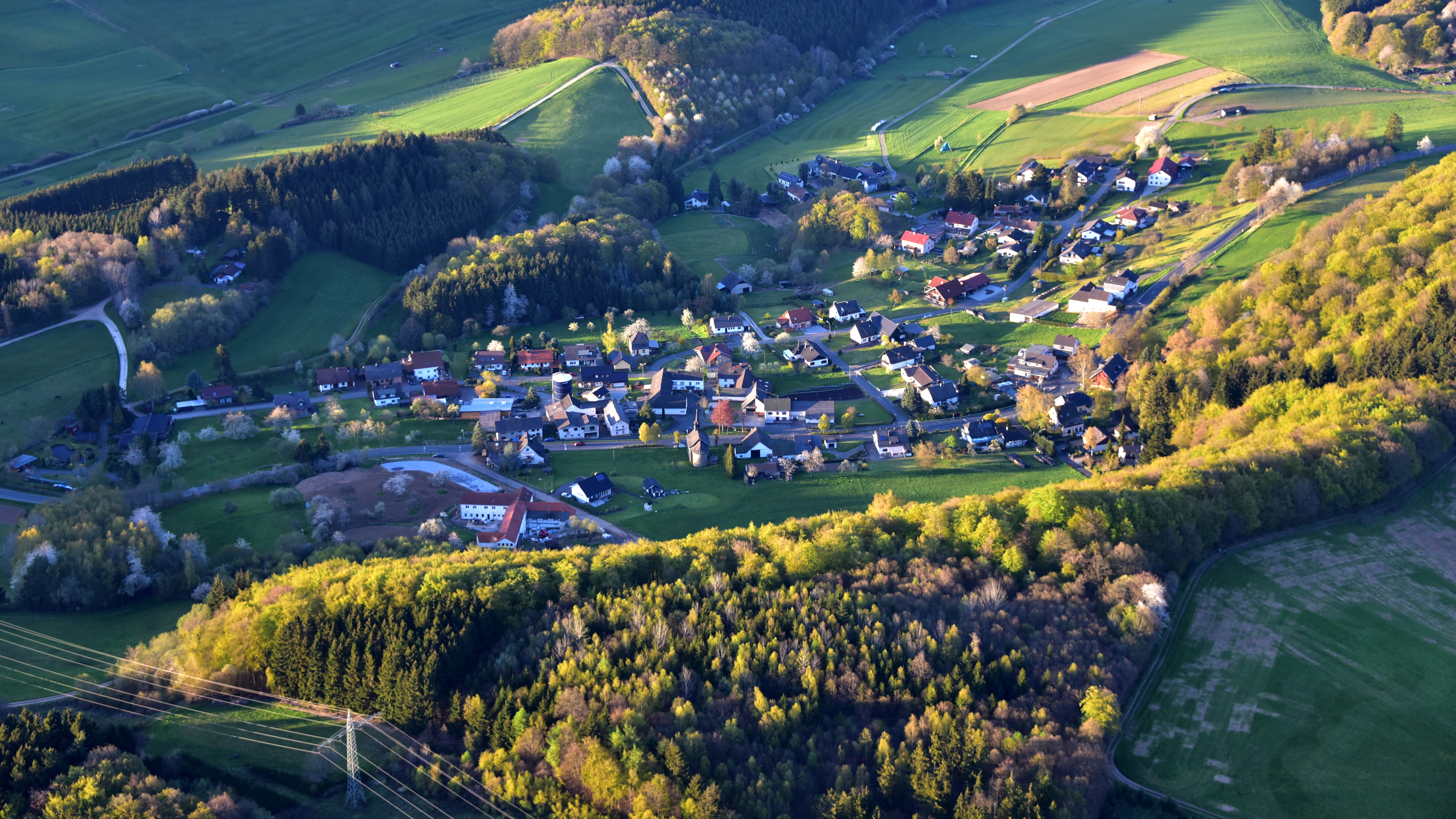
Honerath, Luftaufnahme (2016)

Honerath ist eine Ortsgemeinde im Landkreis Ahrweiler in Rheinland-Pfalz. Sie gehört der Verbandsgemeinde Adenau an.

## Geographie
Honerath liegt auf einem von Süd nach Nord ins Quellgebiet einiger Zuflüsse des Leimbachs abfallenden Gelände. An der Mündung dieser Bäche erreicht das Gemeindegebiet, das gänzlich zum Landschaftsschutzgebiet „Rhein-Ahr-Eifel“ gehört, mit etwa 300 m ü. NHN seinen tiefsten Bodenpunkt. Durch den Ort führt die in Ost-West-Richtung verlaufende Landesstraße 10, über die Verbindungen mit der westlichen Nachbargemeinde Wirft und dem östlich gelegenen Adenau bestehen. Weitere Nachbarorte sind Rodder und Reifferscheid im Norden sowie Wimbach und Barweiler im Süden. Zu Honerath gehören die Wohnplätze Am Ackerbusch und Donatushof.

## Geschichte
Erstmals urkundlich erwähnt wurde der Ort vermutlich als Hoenhekka im Jahr 975. Bis zum Ende des 18. Jahrhunderts war Honerath dem kurkölnischen Amt Nürburg angehörig.
Bevölkerungsentwicklung
Die Entwicklung der Einwohnerzahl von Honerath, die Werte von 1871 bis 1987 beruhen auf Volkszählungen:
| Jahr | Einwohner |
| 1815 | 28        |
| 1835 | 52        |
| 1871 | 59        |
| 1905 | 67        |
| 1939 | 88        |
| 1950 | 103       |

| Jahr | Einwohner |
| 1961 | 114       |
| 1970 | 123       |
| 1987 | 124       |
| 2006 | 210       |
| 2022 | 160       |

## Politik

### Bürgermeister
Stefan Zimmermann ist Ortsbürgermeister von Honerath.

## Bilder

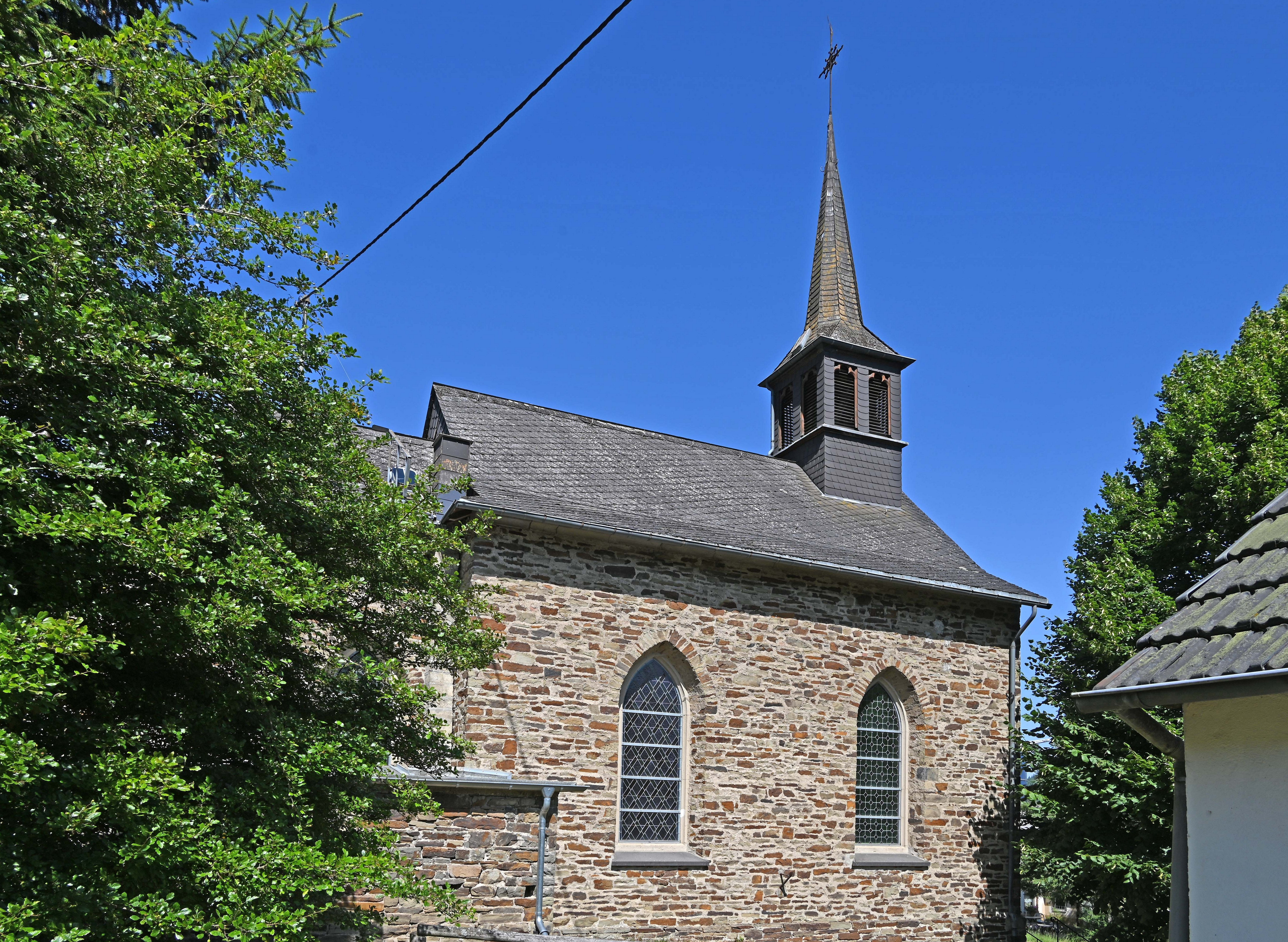
St. Donatuskapelle
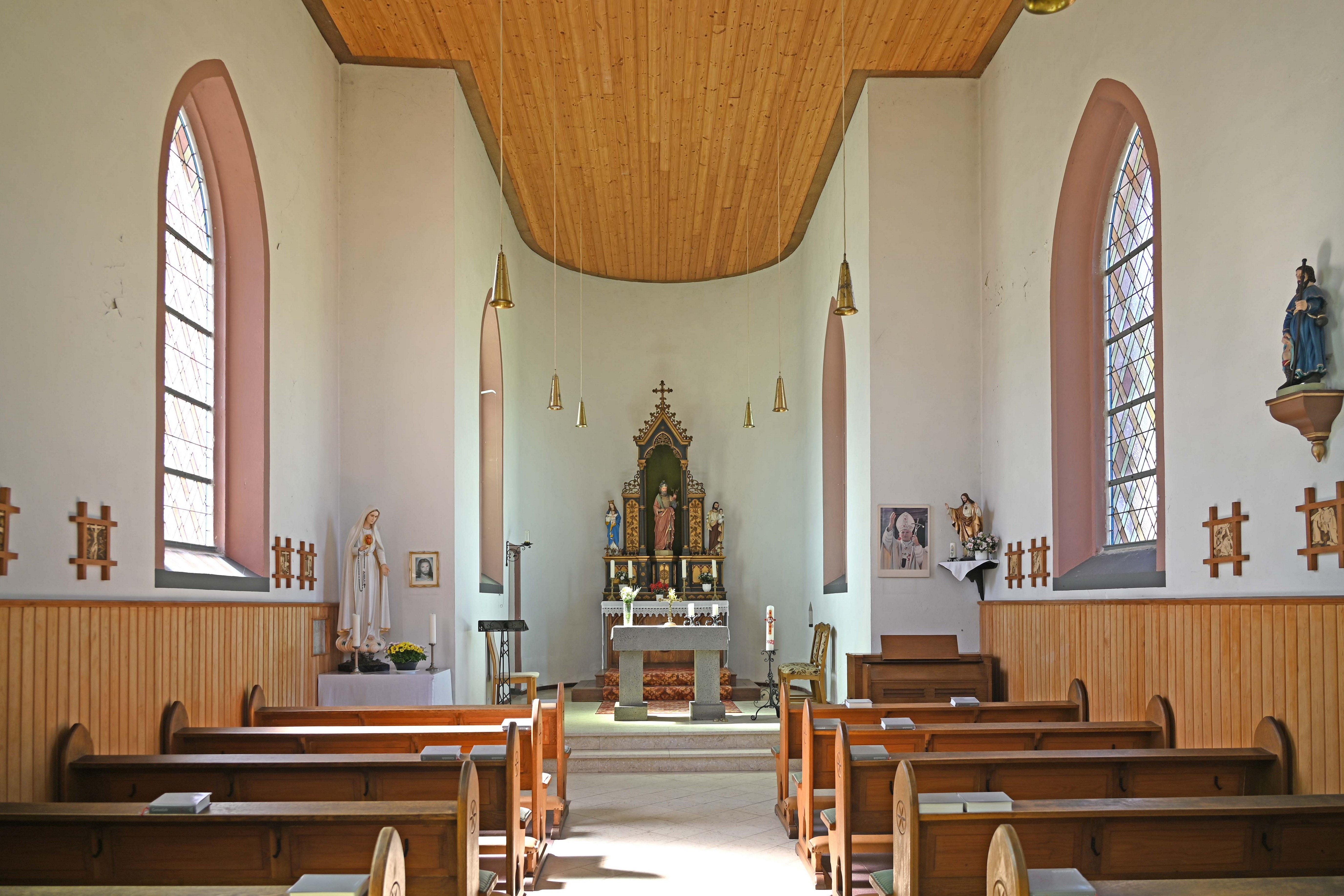
Innenraum
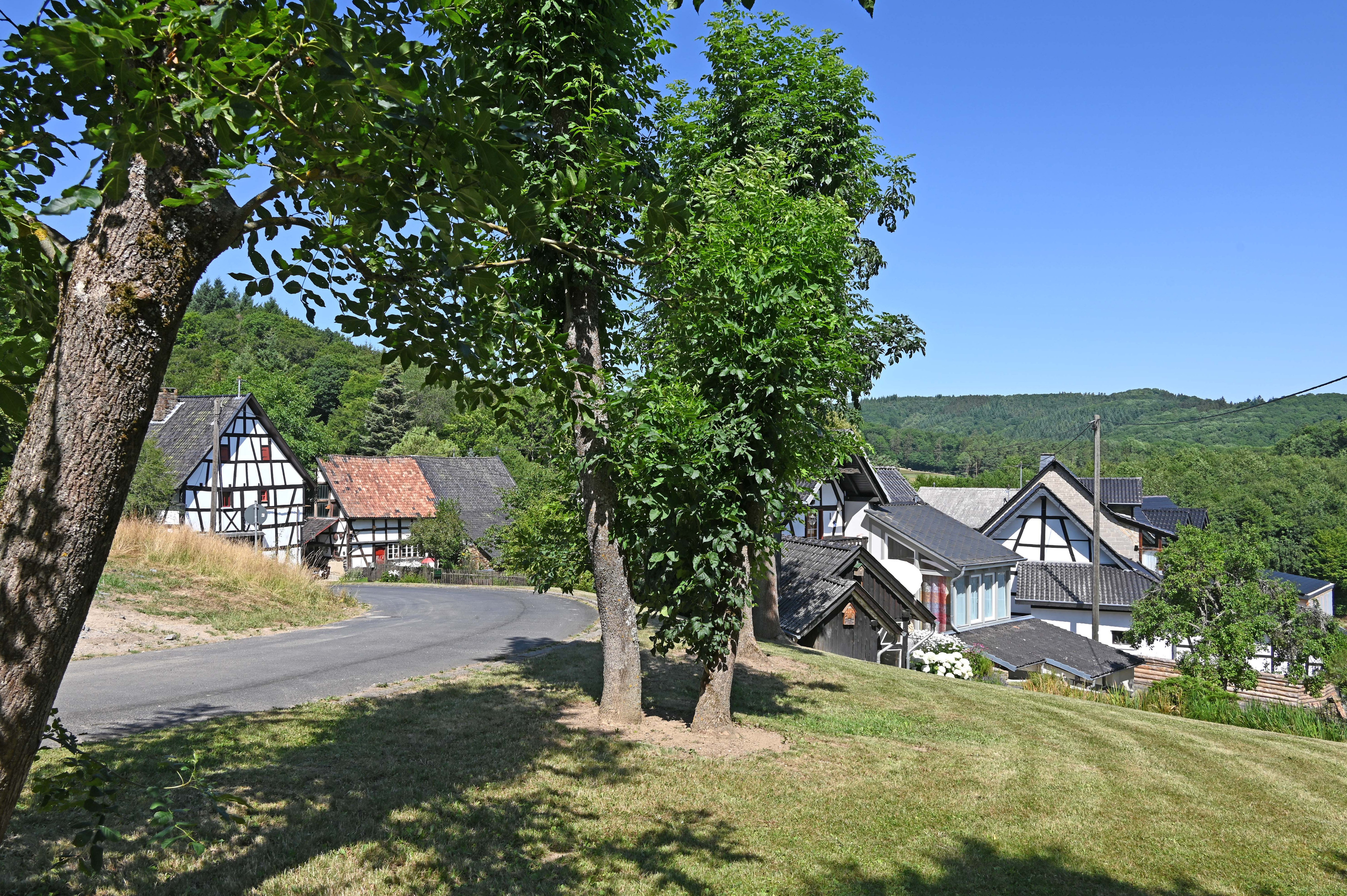
Honerather Hof
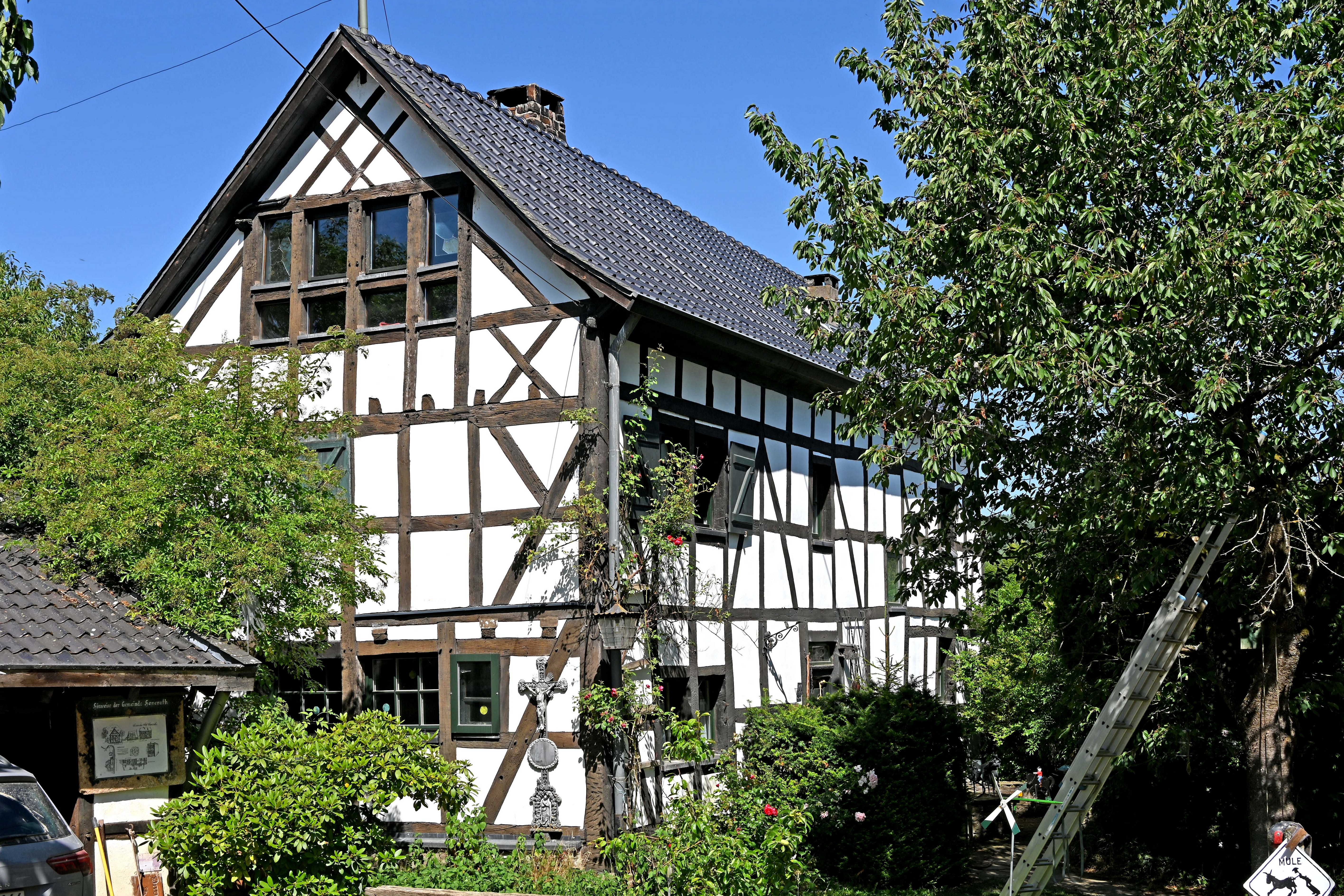
Fachwerkhaus (19. Jh.)
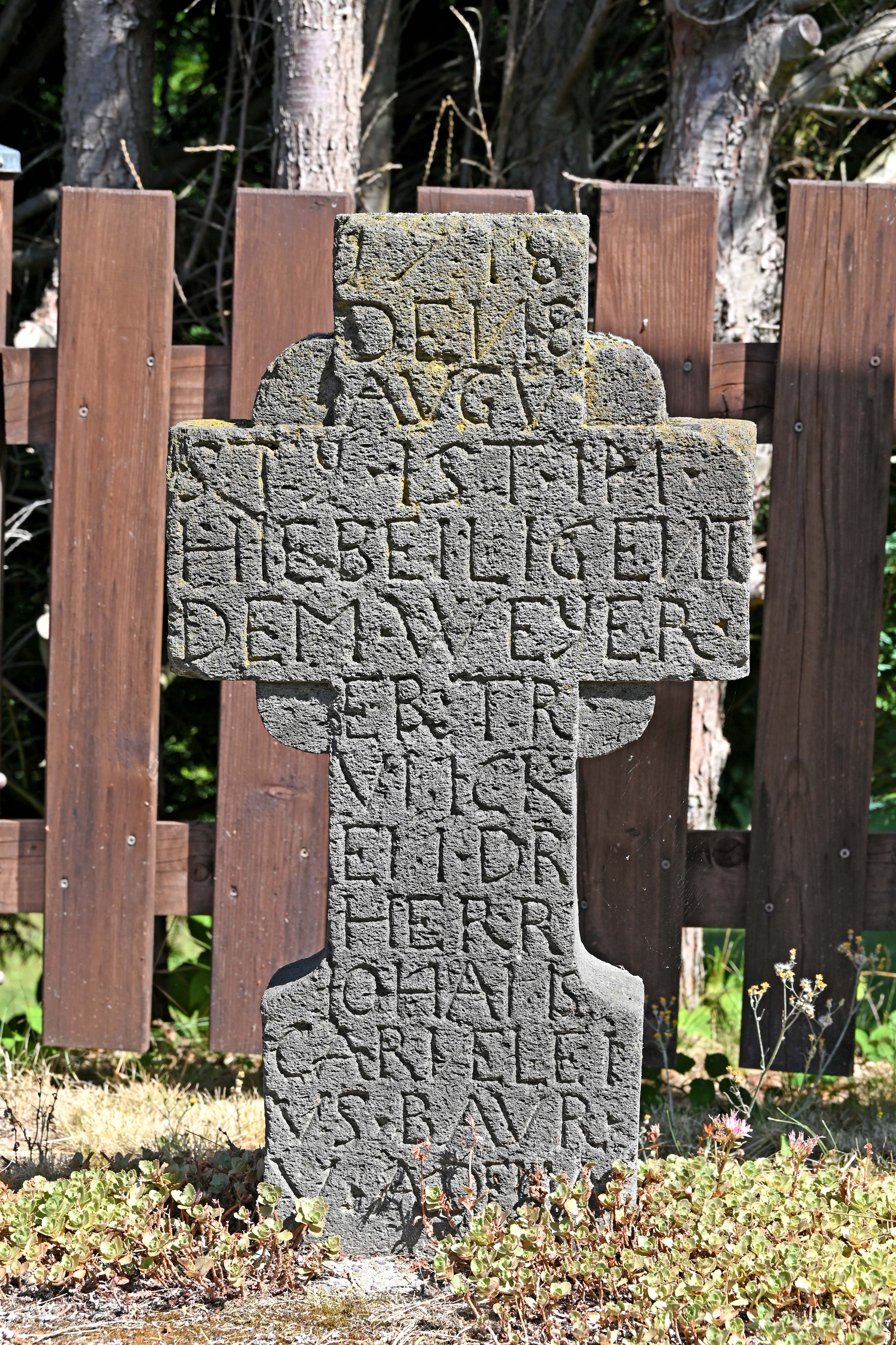
Basaltlavakreuz (1718)